# Henri Longchambon
Marie François Henri Longchambon, né le 27 juillet 1896 à Clermont-Ferrand, mort le 20 mars 1969 au Kremlin-Bicêtre (Val-de-Marne) le 20 mars 1969, est un chercheur scientifique et homme politique français. Ses recherches sur les argiles ont été récompensées du Prix Raulin en 1936.

## Biographie
Alors étudiant, Longchambon participe à la Première Guerre mondiale où sa conduite valeureuse lui vaut d'être décoré.
Maître de conférences à Montpellier, puis professeur de minéralogie à la faculté des sciences de Lyon, il est nommé directeur du Centre national de la recherche scientifique appliquée (ancêtre du CNRS) en 1938. À ce titre, il est informé de toutes les découvertes intéressant la défense nationale.
Éphémère directeur général du CNRS du 13 au 18 juin 1940, il détruit, dans ses laboratoires, le matériel scientifique qui aurait pu tomber aux mains des Allemands puis quitte la France pour l'Angleterre en emportant avec lui toute la documentation technique sur l'eau lourde. Il revient en France fin juillet 1940 avec toute son équipe sur le bateau qui rapatrie l'ambassade. Il réintègre la faculté des sciences de Lyon en décembre 1940. Puis, il installe une fabrique de charbon de bois dans les forêts d'Auvergne, qui accueille de nombreux réfractaires au STO. Il participe à la Résistance et à l'organisation du maquis.
Nommé préfet du Rhône (département) puis commissaire de la République pour la région Rhône-Alpes en 1945, il devient ministre du Ravitaillement du gouvernement Félix Gouin (du 26 janvier au 24 juin 1946). Le 6 février 1947, il est élu au Conseil de la République pour représenter les Français de l'étranger et siège dans les rangs de la Gauche démocratique après avoir été réélu en 1948 et 1955 et au Sénat en 1959 et 1962. Il est secrétaire d'État à la recherche scientifique et au progrès technique du gouvernement Pierre Mendès France (du 19 juin 1954 au 23 février 1955) et présidera le Conseil supérieur de la recherche scientifique jusqu'en 1958.
Cependant, au début des années 1950, H. Longchambon prend l’initiative d'un grand institut national consacré à la formation des ingénieurs et au développement de la recherche scientifique appliquée. Ce projet reçoit l’appui des responsables de la région lyonnaise, du gouvernement puis du Parlement (loi de création, printemps 1957). Fin 1956, sur proposition de Gaston Berger, directeur général de l’enseignement supérieur, le ministre de l’Éducation nationale René Billères décide la mise en place du nouvel établissement d’enseignement supérieur, dénommé Institut national des sciences appliquées (INSA) dans le domaine de La Doua à Villeurbanne (Rhône), avec toute liberté de définir son organisation pédagogique et ses programmes ; il désigne le recteur Jean Capelle pour piloter cette réalisation, qui reçoit une première promotion d’élèves-ingénieurs à l'automne 1957.
Par la suite, H. Longchambon est membre du Sénat de la Communauté et préside l’Union des Français de l'étranger de 1967 à 1969.
Henri Longchambon est inhumé dans les bois, près du village de La Garde (communes de Montfermy et Chapdes-Beaufort) d’où il est originaire. Le stade municipal de Chapdes-Beaufort (Puy-de-Dôme) porte son nom.
Dans le milieu des passionnés d'automobiles Citroën, Henri Longchambon est connu pour avoir possédé la fameuse Citroën 22, une « traction » à moteur V8 dont aucun exemplaire n'était censé avoir survécu à l'ordre de destruction des prototypes construits. Une enquête, réalisée par le journaliste Hervé Laronde, révélera que cet exemplaire, unique survivant d'une série de vingt tractions "22", a été dérobé à sa veuve à l'été 1980.

## Décorations
- Officier de la Légion d'honneur[6]
- Croix de guerre 1914-1918
- Médaille de la Résistance française avec rosette par décret du 3 aout 1946[7]